# 1857 en Lorraine
Chronologie de la Lorraine
- 1853
- 1854
- 1855
- 1856
- 1857
- 1858
- 1859
- 1860
- 1861

Cette page est une liste d'événements qui se sont produits durant l'année 1857 en Lorraine.

## Événements

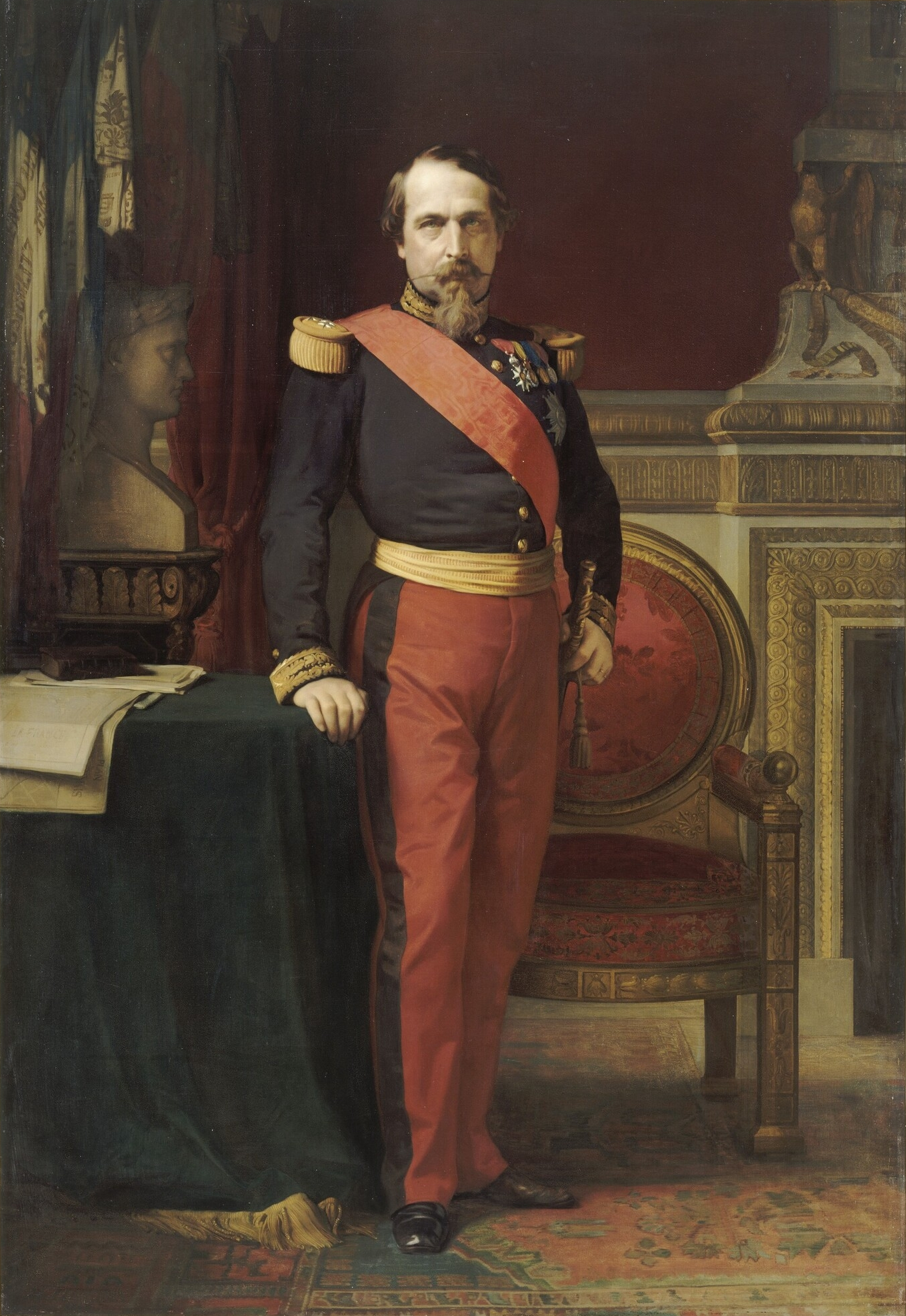
Napoléon III par Jean Hippolyte Flandrin.

- Napoléon III inaugure la cité modèle créée par Charles de Wendel :  Stiring-Wendel[1], érigée pour loger les ouvriers, avec une église, un presbytère et deux écoles payées de ses deniers. Il crée des économats de ravitaillement, puis des coopératives pour fournir de la nourriture à bas pris à ses ouvriers.
- Fondation de la revue l'Austrasie par un collectif dans lequel figure Émile Bégin[2].
- L'usine de Pont-à-Mousson est dotée de son second haut fourneau[3].
- Godefroy Lillig ajoute de l'essence de bergamotte à du sucre cuit donnant naissance à une spécialité caractéristique de Nancy : les Bergamottes de Nancy[4].
- Début de l'embouteillage de l'eau de Vittel[4].

- 22 juin : sont élus députés de la Meurthe au Corps législatif : Antoine Joseph Drouot, Louis René Viard décédé en 1859, remplacé par Eugène Chevandier de Valdrome, Henri Buquet;
- 22 juin : sont élus députés de la Meuse au Corps législatif : Edme Collot décédé en 1860, remplacé par Claude Millon, Edgar de Ségur-Lamoignon, Gustave Adolphe Briot de Monrémy décédé en 1858, remplacé par Victor Louis de Benoist
- 22 juin : sont élus députés de la Moselle au Corps législatif : Pierre-François Hennocque réélu dans la 1re circonscription de la Moselle, Charles de Wendel, Alexandre de Geiger;
- 22 juin : sont élus députés des Vosges au Corps législatif : Jules Aymé de la Herlière, Louis Félix Dieudonné de Ravinel, Charles de Bourcier de Villers.
- 24 juin : ouverture du tronçon Blainville-sur-l'Eau-Épinal de la ligne de chemin de fer de Blainville - Damelevières à Lure
- 1er septembre : tornade à Azoudange. D'intensité EF3, soit des vents estimés entre 220 km/h et 270 km/h, outre des arbres arrachés, elle occasionne quelques dégâts sur des immeubles[5].

## Naissances

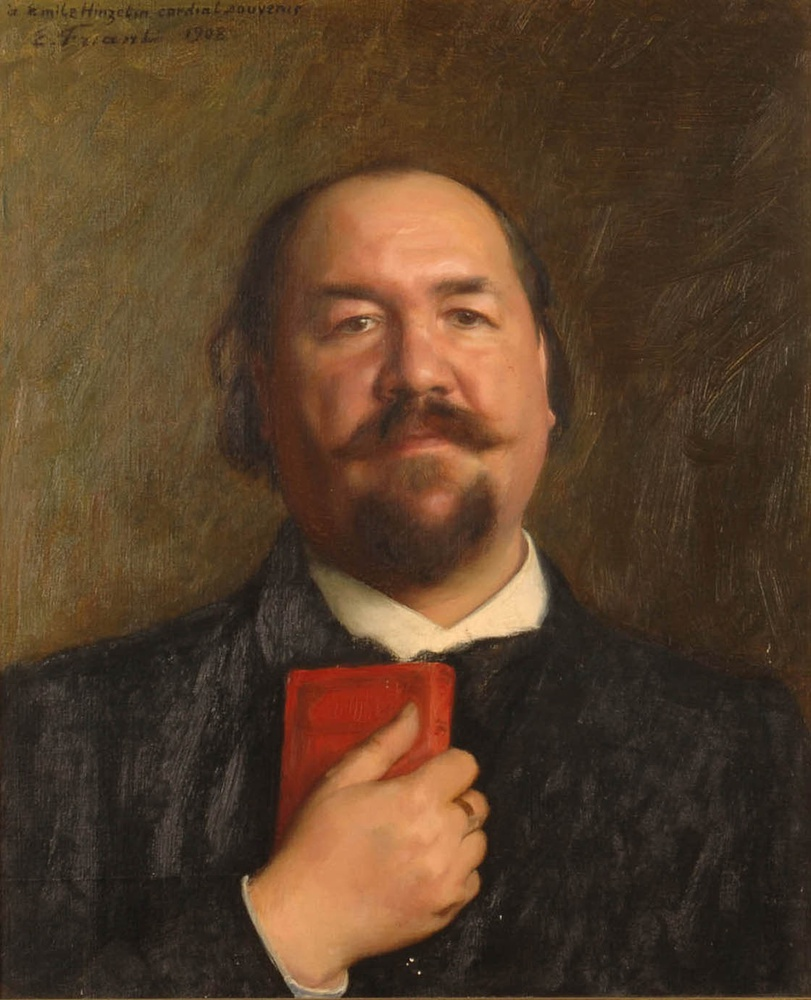
Émile Hinzelin peint par Émile Friant en 1908

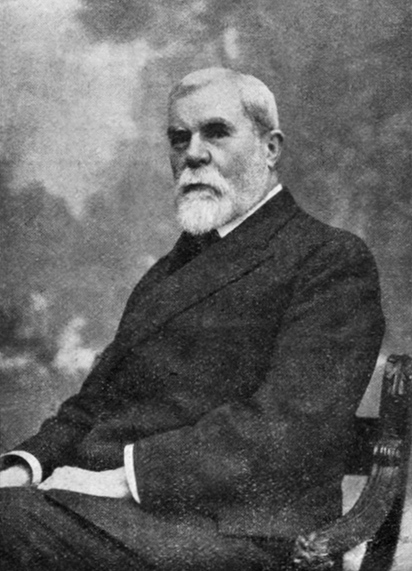
Lucien Gallois

- à Guinkirchen : Jean-Jacques Kieffer (mort à Bitche en 1925), naturaliste et entomologiste français qui se spécialisa dans l'étude des insectes parasites. Après avoir suivi une formation pour devenir prêtre, Jean-Jacques Kieffer enseigna les sciences naturelles à Bitche (Lorraine) tandis qu'il travaillait à la description et classification des insectes. Ses travaux et publications devinrent par la suite une source importante de description et de classification pour les entomologistes du début du XXe siècle, en particulier dans le domaine des guêpes parasitoïdes, des cécidomyies[6] et des  moustiques[7].
- 18 janvier à Épinal : Marcel Eugène Émile Gley, mort le 24 octobre 1930 à Paris 6e, physiologiste et endocrinologue français qui a été professeur au Collège de France à Paris.
- 26 janvier à Baccarat : Henri Michaut, mort le 18 décembre 1933 à Nancy, homme politique français de la IIIe République.
- 15 février à Nancy : Ludovic Gervaize, homme politique français, décédé le 9 décembre 1939 à Cannes (Alpes-Maritimes).
- 17 février :
  - à Guinkirchen : Jean-Jacques Kieffer[8], mort à Bitche le 30 décembre 1925[9]), naturaliste et entomologiste français qui se spécialisa dans l'étude des insectes parasites.
  - à Metz : Louis Ernest de Maud'huy, décédé le 16 juillet 1921 à Paris, officier général français, député de la Moselle de 1919 à 1921.
- 21 février à Metz : Lucien Gallois, mort à Paris le 21 mars 1941, géographe français.
- 2 mars à Badonviller : Auguste Clément Gérôme, général français de la Première Guerre mondiale mort le 10 mai 1919 à Paris.
- 7 mars à  Saint-Aubin-sur-Aire : Charles Jean-Pierre Lallemand, mort à Vecqueville le 1er février 1938, géophysicien français. Il a réformé le nivellement général de la France de Bourdalouë.
- 13 avril à Nancy : Justin Charles Émile Hinzelin, mort à Flin le 10 septembre 1937[10], écrivain, journaliste, poète et romancier français.
- 25 avril à Saint-Nabord (Vosges) : Maurice Flayelle, homme politique nationaliste et conservateur de la IIIe République Française, mort le 7 décembre 1938 à Paris.
- 19 mai à Sainte-Marguerite : Marie Léonie de Bazelaire de Ruppierre[11], morte au Cannet (Alpes-Maritimes) le 23 juillet 1926, femme de lettres et peintre française.
- 16 juin à Saint-Avold : Auguste Édouard Hirschauer[12], mort le 27 décembre 1943 à Versailles, militaire français.
- 11 juillet à Lunéville : Gustave Hannezo, mort le 4 août 1922 à Mâcon, militaire et archéologue amateur français. Embrassant une carrière militaire qu'il achève avec le grade de lieutenant-colonel, il s'intéresse à l'archéologie à partir de 1886 et procède pendant près d'un quart de siècle à des relevés et publications à propos de sites archéologiques tunisiens.
- 30 juillet à Verny : Léon-Ignace Mangin (qui adopta le nom chinois de 任德芬), mort le 20 juillet 1900 à Zhujiahe (朱家河),  Hebei (Chine), prêtre missionnaire jésuite en Chine qui fut massacré au cours de la révolte des Boxers. Il est liturgiquement commémoré par l'Église catholique comme saint et martyr le 9 juillet (avec le groupe des 120 martyrs de Chine) et le 20 juillet individuellement.
- 20 août
  - à Lunéville : Auguste François[13], diplomate et photographe français mort le 4 juillet 1935 à Belligné (Loire-Atlantique). Il est connu en Chine sous le nom de 方蘇雅 (Fang Su Ya).
  - à Vexaincourt : Charles Lecuve, industriel et maire d’Allarmont (Vosges). Il a été pris comme otage et fusillé par l’armée allemande au début de la Première Guerre mondiale.
- 4 septembre à Heippes : Ernest Langlois, décédé à Lille le 15 juillet 1924), historien et médiéviste français, spécialiste du Roman de la Rose.
- 7 septembre à Foug : Charles Malato, mort le 7 novembre 1938 à Paris[14], correcteur à la Chambre des députés, écrivain, éditeur et journaliste anarchiste français d'origine italienne.
- 20 septembre à Leménil-Mitry : Antoine de Mitry (1857-1924), né Marie Antoine Henri de Mitry, militaire français.
- 30 septembre à Nancy : Henry-Marie Boucher, mort le 14 février 1934 à Laxou, médecin français.
- 3 octobre à Metz : Henri Bellieni, ingénieur en optique et photographe français, mort le 16 juillet 1938 à Nancy.
- 23 décembre à Remiremont : Georges Gabriel Picard, dit Georges Picard, mort le 25 janvier 1943 à Yzeures-sur-Creuse (Indre-et-Loire), peintre et illustrateur français.

## Décès
- 16 février à Nancy : Charles Rauch, peintre français du XIXe siècle. Né à Strasbourg, il fut l'élève de Joseph Laurent à Nancy. Il a voyagé dans l'ouest de la France et fit un voyage en Italie lors de ses sept dernières années de vie.
- 4 mars à Metz : Théodore Le Puillon de Boblaye est un militaire et homme politique français né le 17 novembre 1795 à Pontivy (Morbihan).
- 26 mars à Lunéville : Pierre Georges Gusler[15], né à Pont-à-Mousson (Meurthe), le 22 octobre 1780, militaire français.
- 30 août à Metz : Jean-Joseph-Jacques Holandre, né le 4 mai 1778 à Fresnes-en-Woëvre [16], naturaliste français. Cofondateur de la Société d'histoire naturelle de la Moselle, il est l'auteur de nombreux ouvrages sur la faune et la flore de Lorraine[17].